# L'Éveil (hebdomadaire)
L'Éveil est un hebdomadaire régional du groupe Publihebdos, qui regroupe plusieurs éditions dont L'Éveil de Lisieux, L'Éveil normand (à Bernay) et L'Éveil de Pont-Audemer.